# コロンビア (メリーランド州)
コロンビア（Columbia）は、アメリカ合衆国メリーランド州のハワード郡にある国勢調査指定地域（CDP）。ボルチモアの西に位置している。計画都市であり、10の自立型ビレッジから構成される。都市が住民の生活の質を向上できるという思想を基に計画された。創設者かつ開発者であるジェイムズ・W・ラウズはこの新しいコミュニティを経済や工学の見地からではなく、人間的価値という観点で見ていた。従来の区分の不便さを改善するだけでなく、人種、宗教および収入による差別を排除するよう設計した。1967年に街開きした。
人口は10万4681人（2020年）で、メリーランド州で最も大きなCDPである。メリーランド州の都市と比較すると、人口60万人を超えるボルティモア市は別格として、その次に大きなコミュニティになる。2000年代初期に、広い土地区画の大きな個人住宅や大半が自動車で乗り付ける「ビッグボックス」型小売店舗が増えて、アメリカでよくある郊外の性格を多く持つようになった。ラウズの精神はコロンビアの物理的かつ政治的な発展に強い影響を残している。

## 歴史
ラウズ・カンパニーはハワード郡の10％に相当する土地14,000エーカー (36,000 km2)以上（ボルティモアとワシントンD.Cの間に位置する）を140人の所有者から集めた。この用地取得はコネチカット総合生命保険によって1エーカー当たり1,500ドル (0.37ドル/m2) で購われた。1963年10月、この買収がハワード郡の住人に明かされ、不思議な買収について噂が立つに任せた。その噂には病気を研究する研究室の用地であるとか、巨大な堆肥の山にするつもりだとかいうものがあった。
ジェイムズ・W・ラウズは買収が明らかになったときに、郡を脅かすような飛び地や点による開発を避けることになる新しい計画都市としてコロンビアを説明した。この新しい都市は仕事、学校、買い物および医療サービスが完備し、家は幅広いものから選択できるものとしていた。商業開発から生まれる資産税によって、郡が住宅に与える追加的サービスを補えるものとしていた。コロンビアの都市計画には通常の計画者達だけでなく、ワークグループと呼ばれた社会科学で全国的に認められた専門的識者を集めてもいた。ワークグループの会合は1回2日間、月2回、半年間行われ、計画者達に教育、レクリエーション、宗教および健康管理はもとより、社会的交流法を改善することにまで踏む込むべきと示唆した。公開授業、異教徒間の集会施設および当時としては革新的な医者の集団検診による健康維持機構（コロンビア医療計画）というアイディアがこれら集会の中から出てきた。コロンビアは自治体化されなかったが、ある程度の統治はコロンビア協会が行っている。例えば私有財産に関連して自宅所有者組合として共通の地域や機能を管理することである。コロンビア協会の初代監督はジョン・エスタブルック・スレイトンだったが1967年初期に死んだ。ワイルド湖の集会所であるスレイトンの家はコロンビアの初期計画にスレイトンが貢献したことを称えて名付けられたものである。
物理的な計画として地区や集落の中心などがこれらの集会で決定された。コロンビアの「ニュータウン地区」区割りに関する条令では、どこに何を配置するかについて具体的なプロジェクト毎に郡の承認を得ることなく進められるよう大きな自由度をあたえていた。
コロンビアで最初に開発された集落はワイルドレイクだった。コロンビアで最初の高校は1971年に開校したワイルドレイク高校であり、国内のモデル学校を目された。解放教室として建設され、1996年に一旦解体されて同じ場所に再建された。
コロンビアの領域はコロンビア協会が統治する地域だけだったが、郵便局と国国勢調査局によってさらに大きな領域がその名前の下に加えられた。この中にはシンプソンビル、アソルトンなどコロンビアより前からある地域社会も幾つか含まれ、国勢調査指定地域ではクラークスビルやサベージも入った。

## マスタープラン
ワークグループが設定した目標を達成するためにコロンビアのマスタープランは10の自己完結型ビレッジを要求し、その周りで日々の生活が展開されるものとした。コロンビアの中心区画はモール・イン・コロンビアと人工のキッタマクンディ湖とされた。

### ビレッジと地区
ビレッジの概念はジェイムズ・W・ラウズが育ったイーストンのような小さな町の感覚を与えることが目されている。各ビレッジには幾つかの地区がある。ビレッジの中心には中学校と高校がある。全てのビレッジに、ショッピングセンター、レクリエーション設備、地域センター、歩行者と自転車の道の体系、および家屋がある。4つのビレッジには様々な宗派が協同して所有し運営する共有礼拝設備である異教徒間集会施設がある。
コロンビアの地区の大半には一戸建て住宅、タウンハウス、マンションおよびアパートがある（地区によって特定の種に偏る場合もある）。当初の計画ではクラレンス・ペリーの地区概念に従い、1つの地区の子供達が全て同じ学校に通い、地区を1つの地域社会に融合させて、コロンビアの全ての子供達が同じ高品質の教育を受けるものとされた。
- ビレッジとその地区（おおまかに開設順）
  - ワイルドレイク - ブライアントウッズ、フォークナーリッジ、ラニングブルック、ザ・バーチーズ
  - ハーパーズチョイス - ロングフェロー、スワンズフィールド、ホビッツグレン
  - オークランドミルズ - サンダーヒル、トールボットスプリングス、スティーブンスフォレスト
  - ロングリーチ - フェルペスラック、ジェファーズヒル、ロカストパーク、ケンドールリッジ
  - オーウェンブラウン - ダッシャーグリーン、エルクホーンホープウェル
  - ヒッコリーリッジ - クレメンスクロッシング、ホーソーン、クラリーズフォレスト
  - ドーシーズサーチ - ドーシーホール、フェアウェイヒルズ
  - キングスコントライバンス - ディッキンソン、ハンティントン、マックギルズコモン
  - リバーヒル - フェザントリッジ、ポインターズラン
  - タウンセンター - バンテージポイント、バネカー、エイムズベリ、クレイトンズラン、ウォーフィールドトライアングル

コロンビアの通りは有名な芸術や文学作品からその名を採っている。例えば、ホビッツグレン地区の通りはJ・R・R・トールキンの作品から命名されている。ラニングブルック地区ではロバート・フロストの詩から、クレメンスクロッシング地区ではマーク・トウェインの作品からという具合である。ミッシー・バーク等の著作『おー、貴方はコロンビアに住まなければならない！』にはコロンビアの通り名と地名について芸術、詩および歴史的起源が並べられている。

## 今日のコロンビア
2006年、雑誌「マネー」ではアメリカ合衆国の「住みたい場所」100傑の中でコロンビアを（北に隣接するエリコット市と共に）第4位にランク付けした。2008年コロンビアとエリコット市は同じランキングで第8位に入った。

## 教育と図書館
コロンビアの公立学校はハワード郡公立教育学区によって運営されている。2007年から2008年の教育年で、次の高校がコロンビアの生徒を受け入れている。これら高校のほとんどはコロンビア以外からも生徒を受け入れており、このことは中学校や小学校の場合も同様である。
- アソルトン高校 [5]
- ハモンド高校 [6]
- ハワード高校 [7]
- ロングリーチ高校 [8]
- オークランドミルズ高校 [9]
- リバーヒル高校 [10]
- ワイルドレイク高校 [11]

コロンビアには伝統的な4年制カレッジや大学は無いが、カレッジに相当する機関がある。ハワード・コミュニティ・カレッジが町中心近くにあり、フェニックス大学、アメリカン・キャリア・インスティチュートおよびロヨラ・メリーランド・カレッジが町の東側に設備を持っている。
ハワード郡公共図書館システムの6支所のうち2支所がコロンビアにある。タウンセンターの中央図書館とオーウェンブラウンにあるイースト・コロンビア支所である。

## 健康
医療はボルティモアにある有名なジョン・ホプキンス病院の傘下にあり、最近改修されたハワード郡総合病院で受けることができる。コロンビア医療プランは市内でも最大の健康維持組織である。しかし最近、この計画は幾つかの医療集団に分割され、単にツイン・ノールズ・ビルを共有するだけになった。今日、コロンビア・ゲイトウェイ工業パークに位置するカイザー・パーマネンテ施設がある。営業時間後の医療を提供する夜間治療センターなど多くの医院もある。

## ショッピング

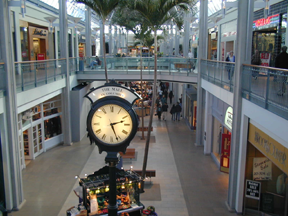
モール・イン・コロンビアの内部

モール・イン・コロンビアは、大きな地域ショッピングセンターであり、ノードストローム、ロード・アンド・テイラー、シアーズ、メイシーズおよびJ.C.ペニーという5つの百貨店が旗艦店になり、200以上の店舗とレストランが入っている。またその外側には14スクリーンのシネマコンプレックスであるAMCシアターズ、小売りのL・L・ビーン、レストランのチーズケーク・ファクトリー、およびバンク・オブ・アメリカが店舗を構えている。このモールは地域社会の中心となり、タウンセンターに位置している。
コロンビア地域には他にも幾つかのショッピングセンターがあり、スノウデン・スクエア、コロンビア・クロッシングIアンドII、ドビン・センター、ゲイトウェイ・オーバールック、エリコット市のロング・ゲイト・ショッピングセンター、ハノーバーのアランデル・ミルズ（アンアランデル郡）などがある。
コロンビアの9つの「ビレッジ中心」には近くでショッピングができる住宅地区があり、多くはスーパーマーケット、ガソリンスタンド、酒店、ドライクリーニング店、レストランおよび美容室などが備わっている。伝統的な商店街とは異なり、個々の店舗が道路から見えないように配置されている。この配置では新参者や他所から来訪した者がどのような買い物ができるのか分かりにくいという批判がある。アメリカの道路際によくあるけばけばしさが無いので称賛する声もある。
ビレッジ中心は時間と共に変化してきた。オークランドミルズのビレッジ中心は伝統的なレイアウトであり、店舗が中央の回廊沿いにあった。これが1990年代に解体され、より伝統的な商店街に変わってきた。キングスコントライバンスのビレッジ中心は2007年と2008年に建設が行われ、あたらしくハリス・ティーターが加わったが、当初の中央回廊と広場を中心とする店舗という性格を残している。

## 経済
ジェイムズ・W・ラウズはこの町を単なる郊外のベッドタウンではないと考え、東端の大きな地域を工業用地に割り振った。この開発面の中心はゼネラル・エレクトリック社の1,125エーカー (4.5 km2) に及ぶ家電工場だった。この工場は1972年に操業を始め、1990年には閉鎖され、21エーカー (84,000 m2) を除いてハワード郡に買い戻された。その1区画は有害廃棄物の除去が行われたあとにビッグボックス小売店のために再開発され、残りはゲイトウェイ・コマースの大型複合事務所となり、現在も拡張中である。現在もその南に小さな工業地帯があるが、多かれ少なかれ東コロンビア地域は商業の不動産、事務所、小売店および卸店が支配的になっている。これはタウンセンター地域をコロンビアの商業中心と見ていた当初の計画とは幾分異なっている。
アメリカ合衆国連邦政府がコロンビア住人に多くの職を提供している。コロンビア周辺には幾つかの大きな国防総省機関や研究開発施設があり、その最大のものはジョージ・G・ミード砦にあるアメリカ国家安全保障局と応用物理研究室であり、どちらもコロンビア建設のときより前からあった。この地域に研究施設を持つ会社としては、W・R・グレイス・アンド・カンパニーとウェストバコがある。さらに遠くボルティモアやワシントンD.Cにある政府機関やその契約者については、多くのコロンビア住人が通勤している。
マギームー社が独立会社であるとき、その本社がコロンビアにあった。

## レクリエーション

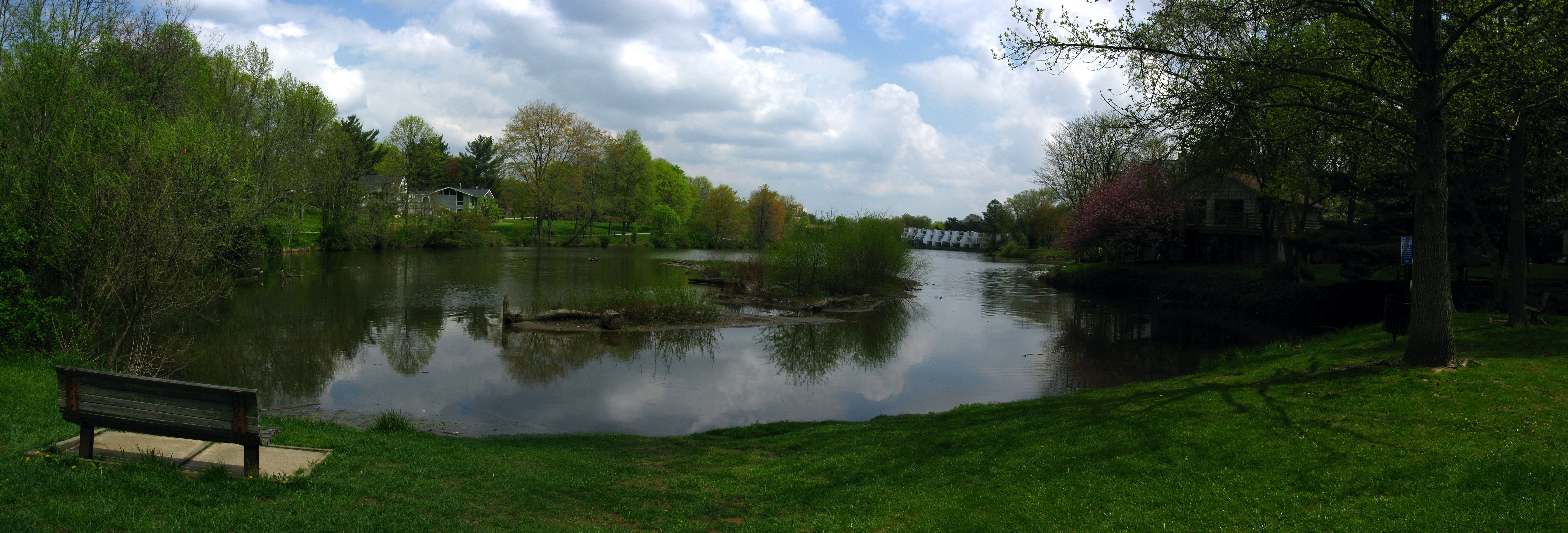
ワイルド湖

レクリエーションは常にコロンビアのコンセプトで重要な部分を占めていた。コロンビア住人からは"CA"と呼ばれる家屋所有者の組織コロンビア協会がレクリエーション設備の大半を建設し、運営し、維持している。その運営施設は、23か所の屋外水泳プール、6か所の屋内プール、2か所のウォータースライド、アイススケートとローラースケートのリンク、乗馬センター、ミニチュアゴルフコースのあるスポーツ公園、スケートボードの公園、バッティングケージ、ピクニック用パビリオン、クラブハウスと運動場、3か所のアスレティッククラブ、多くの屋内および屋外のテニスとバスケットボール、バレーボール、スカッシュ、ラケットボールのコート、およびランニング用トラックなどである。2006年2月、ミネソタ州の会社であるライフタイム・フィットネスがコロンビア・ゲイトウェイ工業パークの外れに24/7ヘルスクラブをオープンした。この施設には屋外プール1つとウォータースライドのある屋内プール2つ、ラケットボールコート、バスケットボールコート、フィットネス用具、およびピラティスとヨガの設備が調えられている。
市内にはキッタマクンディ湖、エルクホーン湖およびワイルド湖と3つの湖があり、その周りは公園が取り囲み、セイリング、釣りおよびボート漕ぎが楽しめる。ジョギング、散策および自転車乗りのための全長80マイル (128 km) の道路、148か所の幼児用遊び場と遊技場もある。
9つのビレッジ中心、15の地区中心および4つのシニアセンターでは様々な地区活動のための大きなスペースが確保されている。ここでは一年間を通じて様々な祭や行事があり、夏の間にはキッタマクンディ湖岸での娯楽やコロンビア芸術祭が開かれている。
1970年代に設立されたコロンビア・ガーデナーズの指導で庭園区画が貸し出されている。市内3か所に約350の庭園区画があり、1年30ドルという低料金で貸し出されている。

## 娯楽と芸能
コロンビアにはナイトクラブが無く、バンドの演奏などは地元のバーで行われている。コロンビア・モール近くキッタマクンディ湖岸のクライドやオーウェンブラウンのソノマの店で定期的に演奏が行われている。
良く知られた屋外コンサート会場であるメリウェザー・ポスト・パビリオンでは多くの演奏家が公演している。さらに幾つかの芸能組織があり、商業劇場のトビーズディナー劇場で公演を行っている。ここでは『Thoroughly Modern Millie』、『アイーダ』、『タイタニック』および『ラグタイム」の地域初演が行われ、また2008年には『ザ・プロデューサーズ』のメリーランド州とバージニア州での初演が行われた。『ザ・プロデューサーズ』はハワード・コミュニティ・カレッジのレップ・ステージでも公演された。
キングスコントライバンス・ビレッジ中心にあるマイケルのパブでは毎月最終火曜日の夜にタグライン・コメディ・クラブが登場している。

## 交通
コロンビアの当初の計画ではビレッジ中心間を結ぶ優先道路のあるミニバスのシステムを求めていた。優先道路が建設されることは無かったが、「コロンバス」という名前でコロンバス協会がミニバスを運行された。これは最終的にハワード郡に引き継がれた。コロンビアにはハワード・トランジットの定期路線6つがあり、エリコット市やボルチモア・ワシントン国際空港など近郷とを繋ぎ、メリーランド交通管理社のルートでワシントンD.Cやボルティモアとの行き来が出来る。メリーランド交通管理社の通勤バスはコロンビアとワシントンメトロの系統とを結んでいる。コロンビアの域内には鉄道駅が無いが、ドーシーにあるMARCトレインの駅にはハワード・トランジットのバスで行くことができる。

## 地理
コロンビアの中心は北緯39度12分13秒 西経76度51分25秒 / 北緯39.20361度 西経76.85694度に位置する。しかしその正確な領域についてはかなりの混乱がある。最も厳密な定義によれば、コロンビアはコロンビア協会による協定の範囲内で統治している領域のみである。これはアメリカ合衆国国勢調査局による報告値よりもかなり小さくなる。国勢調査局による報告値では、オーバーンの市域全面積は27.7平方マイル (71.6 km2)、このうち陸地が27.6平方マイル (71.4 km2) であり、水域は0.1平方マイル (0.2 km2)、水域率は0.36%である。これにはコロンビア協会の視野に入っていなかった古いコミュニティも多く含んでおり、ホリディヒルズ、ダイアモンドバックやオールビューの小区画と元はシンプソンビルの町に入っていた領域、さらにはクラークスビルの東側にある小さな領域も入っている。これらの領域は「新しい町」の一部ではなく、生活機能についても直接支援されていない。これらの領域の幾らかは郵便番号ではコロンビアに含まれており、またそうでない領域もある。
コロンビアはメリーランド州のピードモント台地にあり、その東端は滝線上にある。気候はメリーランド州中部の気候と同じであり、熱く湿度の高い夏と寒いが湿度のある冬を経験する。コロンビアの主要な地形はうねりのある丘陵と小川にそった谷である。コロンビアの道路網はこの地形に沿わせてあり、道路は曲がりくねり、行き止まりもある。標高は200から500フィート (60-150 m) である。雨水はミドル・パタクセント川とリトル・パタクセント川に流れる。町の建設中に小川を堰き止めて造った3つの人工湖がある。シンフォニーの森沿いでは多くの成長した木立がコロンビアで維持されている。領域内西部のハーパーズチョイスとリバーヒル・ビレッジの間には大規模なミドル・パタクセント川環境保護地域があり、河川流域の大半を開発から保護している。

## 人口動態
以下は2000年国勢調査による人口統計データである。
| 基礎データ - 人口: 88,254人 - 世帯数: 34,199世帯 - 家族数: 23,118家族 - 人口密度: 1,236.4人/km2（3,202.0人/mi2） - 住居数: 35,281軒 - 住居密度: 494.3軒/km2（1,280.0軒/mi2） 人種別人口構成 - 白人: 66.52% - アフリカン・アメリカン: 21.47% - ネイティブ・アメリカン: 0.26% - アジア人: 7.30% - 太平洋諸島系: 0.05% - その他の人種: 1.63% - 混血: 2.76% - ヒスパニック・ラテン系: 4.12% 年齢別人口構成 - 18歳未満: 26.3% - 18-24歳: 6.7% - 25-44歳: 34.1% - 45-64歳: 25.5% - 65歳以上: 7.5% - 年齢の中央値: 36歳 - 性比（女性100人あたり男性の人口） - 総人口: 93.1 - 18歳以上: 88.7 | 世帯と家族（対世帯数） - 18歳未満の子供がいる: 35.9% - 結婚・同居している夫婦: 53.4% - 未婚・離婚・死別女性が世帯主: 11.2% - 非家族世帯: 32.4% - 単身世帯: 25.6% - 65歳以上の老人1人暮らし: 5.1% - 平均構成人数 - 世帯: 2.54人 - 家族: 3.09人 収入と家計（2007年推計値） - 収入の中央値 - 世帯: 94,966米ドル - 家族: 107,210米ドル - 性別 - 男性: 60,498米ドル - 女性: 41,501米ドル - 人口1人あたり収入: 32,833米ドル - 貧困線以下 - 対人口: 5.4% - 対家族数: 3.4% - 18歳未満: 5.7% - 65歳以上: 11.0% |

## 姉妹都市
コロンビアは次の計画都市と姉妹都市提携を結んでいる。コロンビア協会はハワード郡公立学校に入学しているフランスやスペインの生徒達のために夏の交換プログラムを実施している。
- フランス、セルギー・ポントワーズ
- スペイン、トレス・カントス

## 著名なコロンビア住人
- スティーブン・アミドン、著作家、2000年に発表した小説『The New City』は1970年代のコロンビアを舞台にしている。[18]
- ジェイソン・ブレア、元「ニューヨーク・タイムズ」記者、
- マイケル・シェイボン、ピューリッツァー賞受賞作家
- フランク・チョー、続き漫画『Liberty Meadows』の作家
- ジョージ・コリガン、ニューヨークを本拠地にするジャズピアニスト
- クリステタ・カマーフォード、ホワイトハウスのシェフ長
- ド・モンロー、ブロードウェイとオフ・ブロードウェイの俳優
- メアリー・ダウニング・ハーン、青年文学作家、賞を得たことがある
- グレッグ・ホークス、キーボード奏者、ニュー・ウェイヴ・バンドのカーズのメンバーとして知られる
- スティーブン・ハンター、ピューリッツァー賞受賞映画評論家、著作家
- イアン・ジョーンズ・クォーティ、ウェブコミック『RPG World』の作家
- J・J・キンケイド、ニューヨーク市のラジオ・パーソナリティ、コロンビア・アイスリンクでDJを始めた
- ケリー・G・ジョンソン、賞を得た漫画家、ユーモア挿絵画家
- ローラ・リップマン、賞を得たミステリー作家
- スザンヌ・マルボー、CNNの記者
- アーロン・マクガーダー、アニメーションと漫画の作家、The Boondocksを制作
- ティム・ニューマーク、ソロのピアニスト
- エドワード・ノートン、アカデミー賞にノミネートされた俳優、ジェイムズ・W・ラウズの孫、8歳の時にタウンセンターのトビーズディナー劇場でプロデビューした
- ランディ・パウシュ、カーネギーメロン大学でコンピュータ科学教授、『The Last Lecture』の著者
- エリーズ・レイ、オリンピックの体操選手
- ジェイムズ・W・ラウズ、都市計画家、不動産開発者、慈善事業家、俳優エドワード・ノートンの祖父
- クリスチャン・シリアーノ、ファッションデザイナー、テレビ番組「プロジェクト・ランウェイ」第4シーズンの勝者、コロンビア生まれ
- リンダ・トリップ、モニカ・ルインスキー スキャンダルの中心人物
- テリー・バーツ、宇宙飛行士
- フランク・ホイットル、空軍准将、メリット勲章、大英勲章第2位、ジェットエンジンの発明者
- ケネス・カタニア、マッカーサー財団のフェロー、ヴァンダービルト大学生物学教授
- ヴォイド、パンクバンド、ディスコード・レコード